# Sara Renner
Sara Renner (Golden, 10 aprile 1976) è un'ex fondista canadese.
È moglie dello sciatore alpino Thomas Grandi, a sua volta sciatore di alto livello.

## Biografia
In Coppa del Mondo esordì il 24 febbraio 1996 a Trondheim (70ª) e ottenne il primo podio il 13 gennaio 2001 a Soldier Hollow (2ª).
In carriera prese parte a quattro edizioni dei Giochi olimpici invernali, Nagano 1998 (74ª nella 5 km, 54ª nella 30 km, 64ª nell'inseguimento, 16ª nella staffetta), Salt Lake City 2002 (13ª nella 10 km, 9ª nella sprint, 17ª nell'inseguimento, 8ª nella staffetta), Torino 2006 (8ª nella 10 km, 16ª nella sprint, 16ª nell'inseguimento, 2ª nella sprint a squadre, 10ª nella staffetta) e Vancouver 2010 (15ª nella 30 km, 34ª nella sprint, 10ª nell'inseguimento, 7ª nella sprint a squadre), e a cinque dei Campionati mondiali, vincendo una medaglia.

## Palmarès

### Olimpiadi
- 1 medaglia:
  - 1 argento (sprint a squadre a Torino 2006)

### Mondiali
- 1 medaglia:
  - 1 bronzo (sprint a Oberstdorf 2005)

### Coppa del Mondo
- Miglior piazzamento in classifica generale: 10ª nel 2006
- 6 podi (4 individuali, 2 a squadre[2]):
  - 3 secondi posti (1 individuale, 2 a squadre)
  - 3 terzi posti (individuali)